# Alice et le Corsaire
Alice et le Corsaire (titre original : The Secret of the Wooden Lady, littéralement : Le Secret de la dame en bois) est le vingt-septième roman de la série américaine Alice (Nancy Drew en VO) écrit par Caroline Quine, nom de plume collectif de plusieurs auteurs. L'auteur de ce roman est Margaret Scherf.
Aux États-Unis, ce roman a été publié pour la première fois en 1950 par Grosset & Dunlap, New York. En France, il est paru pour la première fois en 1958 chez Hachette Jeunesse dans la collection « Bibliothèque verte » sous le no 100. Il n'a plus été réédité en France depuis 1987.
Dans ce roman, le capitaine Harvey, résidant sur le voilier « L'Arc-en-Ciel », demande l'aide de son ami James Roy, le père d'Alice : des visiteurs clandestins se succèdent à bord du navire et le fouillent de fond en comble. Pour trouver la clef du mystère, Alice et ses fidèles amies Bess et Marion se rendent au port de Boston, où est amarré le navire. L'Arc-en-Ciel aurait jadis appartenu à des corsaires ; pourtant, les archives de la marine ne mentionnent aucun trois-mâts de ce nom. Et où a disparu la figure de proue du navire que le capitaine Harvey aimerait tant retrouver ? Quel trésor renferme donc « L'Arc-en-Ciel » pour que tant de personnes s'y intéressent ? Une vieille lettre cachée à bord du navire va mettre Alice sur la bonne voie.

## Résumé
Remarque : le résumé est basé sur les éditions cartonnées non abrégées parues de 1958 à 1968 en langue française.

### Début de l'intrigue
L'avoué James Roy reçoit une lettre de son vieil ami, le capitaine Harvey, qui lui demande de le rejoindre à Boston. Le capitaine vit à bord d'un ancien navire, « L'Arc-en-Ciel », amarré dans le port de la ville de Boston. Il souhaite acheter le navire, mais le notaire a relevé des irrégularités dans les titres de propriété et lui demande de retrouver les anciens propriétaires. D'autre part, des intrus fouillent clandestinement le navire sans toutefois jamais rien dérober.
James Roy propose à sa fille Alice de l'accompagner à Boston. Le soir même, la jeune fille reçoit un coup de fil de son amie Bess, restée seule chez elle. Soudain, Bess Taylor pousse un cri et la communication est coupée. Inquiète, Alice se précipite chez son amie. Au moment où elle sort de sa voiture, un homme l'empoigne par derrière et la force à rentrer dans le véhicule. Puis il s'enfuit. Étourdie, Alice klaxonne afin d'alerter les voisins. Ceux-ci accourent, et ensemble, entrent chez Bess, qu'ils trouvent évanouie dans sa chambre. La maison des Taylor a été fouillée de fond en comble. L'homme qui s'était enfui le cambrioleur ! Bess reprend ses esprits. Elle n'a pas vu le visage de son agresseur et constate que les bijoux de sa mère ont été volés. Cependant, Alice se souvient d'avoir< déjà vu la main caractéristique qui l'avait empoignée : le médius était plus court que la normale. Cette main est celle du mécanicien qui avait travaillé un temps chez M. Larry, un garagiste du voisinage. Alice s'empresse d'aller interroger M. Larry. Celui-ci lui apprend que le mécanicien s'appelle Jack Flip et qu'il avait quitté River City se faire marin.
Le lendemain, Alice et son père prennent l'avion pour Boston. Le capitaine Harvey leur fait visiter l'immense navire à bord duquel il vit. Il confie beaucoup regretter l'absence de la figure de proue sous le beaupré. Le lendemain, Alice est rejointe par ses fidèles amies Bess et Marion, puis par leurs amis respectifs : Ned Nickerson, Daniel Evans et Peter Morris. Quelle n'est pas la surprise d'Alice lorsqu'elle reconnaît Jack Flip à bord d'un taxi, sur le quai ! La jeune fille alerte aussitôt la police. Alice ne tarde pas à remarquer un marin inconnu fouiller « L'Arc-en-Ciel ». L'intrus parvient à lui échapper, mais en donnant sa description, elle apprend qu'il s'appelle Bill Crocker, dit « Poivre et Sel » à cause de sa barbe blanche et grise. Il est décidé, par mesure de sécurité, de faire quitter le port au navire et de le faire mouiller au large, près de la côte.
Malgré cette précaution, un individu est repéré à bord. Il s’enfuit à la nage mais dans sa fuite, il a perdu un objet : une ancienne tabatière ornée d'un camée représentant la silhouette d'une femme de profil, les bras levés et les cheveux flottants. Deux initiales  figurent sur la tabatière : « J. P. » ainsi qu'une date à demi effacée : « 185 ». Alice est convaincue qu'il s'agit-là de la représentation de la figure de proue de « L'Arc-en-Ciel ».
Elle compulse les archives de la marine consacrées aux grands voiliers du XIXe siècle mais ne trouve aucune information. Elle a alors l'idée de consulter la liste des bateaux « perdus corps et biens » et elle apprend qu'un navire du nom de « La-Belle-Écossaise » était sous le commandement d'un capitaine Perry Rogers. Les initiales du capitaine correspondent à celles gravées sur la tabatière. Est-il possible que « L'Arc-en-Ciel » et « La-Belle-Écossaise » ne soient qu'un seul et même navire ? Dans ce cas, pense Alice, le nom « La-Belle-Écossaise » doit forcément figurer quelque part sur le voilier du capitaine Harvey.
Alice et ses amis se mettent donc à la recherche d'une inscription à bord de « L'Arc-en-Ciel ». Sur l'envers d'un vieux banc de cuisine, gravé dans le bois, Marion finit par découvrir le nom tant recherché : « La-Belle-Écossaise » ! Et lorsque la même inscription est également trouvée sur une poutre du gaillard d'avant, l’hypothèse na fait plus de doute : « L'Arc-en-Ciel » est bel et bien « La-Belle-Écossaise ».
Alice se met alors à la recherche de personnes qui auraient entendu parler du navire « La-Belle-Écossaise ». Elle finit par faire la connaissance de Mme Hesby, une vieille dame, qui lui raconte que sa grand-mère, Mathilde Anderson, avait, jeune fille, aimé le capitaine de « La-Belle-Écossaise », Perry Rogers. Mathilde n'ayant que seize ans, sa famille s'opposa au mariage. Le capitaine avait décidé d'épouser secrètement la jeune fille au retour de son prochain voyage aux Indes. Mais il ne revint jamais et sa fiancée avait fini par épouser un autre homme. Cependant, avant de partir en mer, le capitaine Rogers avait fait la promesse à sa bien-aimée de lui rapporter un cadeau inestimable. Alice est persuadée que le précieux cadeau du capitaine Perry Rogers est toujours à bord de son navire...

## Choix du titre français
Contrairement au titre original anglais (littéralement : « Le Secret de la dame en bois »), le titre français est quasiment sans rapport avec l'histoire. Il n'est fait qu'une seule allusion à des corsaires : ceux qui se seraient emparé du navire La-Belle-Écossaise au XIXe siècle. S'il est vrai que le titre français est incertain, le titre anglais, en revanche - et c'est souvent le cas pour la série Alice - a le désavantage de trahir d'emblée l'intrigue du roman, car le trésor recherché dans ce roman se trouve, comme l'indique le titre original, dans la figure de proue en bois représentant une femme.

## Personnages

### Personnages récurrents
- Alice Roy, blonde, jeune détective amateur, fille de James Roy, orpheline de mère.
- James Roy, avoué[4] de renom, père d'Alice Roy, veuf.
- Bess Taylor, jeune fille blonde et rondelette, une des meilleures amies d'Alice.
- Marion Webb, jeune fille brune et sportive, cousine germaine de Bess Taylor et une des meilleures amies d'Alice.
- Ned Nickerson, jeune homme brun et athlétique, ami et chevalier servant d'Alice, étudiant à l'université d'Emerson.
- Daniel Evans, camarade d'université de Ned.
- Peter Morris, camarade d'université de Ned.
- Sarah, la fidèle vieille gouvernante des Roy, qui a élevé Alice à la mort de sa mère.

### Personnages spécifiques à ce roman
- Le capitaine Harvey (Captain Easterly en version originale), capitaine du voilier « L'Arc-en-ciel » ( « The Bonny Scot » en VO) dont l'ancien nom était « La Belle-Écossaise » (« Dream of Melissa » en VO)
- Jack Flip (Flip Fay en VO), un malfaiteur.
- Fred Lane, un malfaiteur, acolyte de Jack Flip.
- Bill Crocker, dit « Poivre et sel », un marin de Boston.
- John Wallace, le propriétaire de L'Arc-en-ciel.
- Josiah Ogden, un armateur de Boston.
- Mme Hesby, une vieille dame.
- Jimmy Parker, sculpteur sur bois et tailleur de figures de proue.

## Éditions françaises
Note : Toutes les éditions ont paru aux éditions Hachette.
- 1958 : Alice et le Corsaire — coll. « Bibliothèque verte » no 100, cartonné, texte original. Illustré par Albert Chazelle. Traduit par Hélène Commin. 252 p.
- 1968 : Alice et le Corsaire — coll. « Bibliothèque verte », cartonné, texte original. Nouvelle couverture d'Albert Chazelle. Traduit par Hélène Commin. 252 p.
- 1969 : Alice et le Corsaire — coll. « Idéal-Bibliothèque » no 355, cartonné avec jaquette, texte abrégé. Nouvelles illustrations d'Albert Chazelle. Traduit par Hélène Commin. 20 chapitres. 186 p.
- 1971 : Alice et le Corsaire — coll. « Idéal-Bibliothèque » no 355, cartonné sans jaquette (couverture plastifiée), texte abrégé. Illustrations d'Albert Chazelle. Traduit par Hélène Commin. 20 chapitres. 186 p.
- 1977 : Alice et le Corsaire — coll. « Bibliothèque verte », cartonné, texte abrégé. Illustrée par Jean-Louis Mercier. Traduit par : non indiqué. 20 chapitres. 181 p.
- 1986 : Alice et le Corsaire — coll. « Bibliothèque verte », cartonné (série "striée"), texte abrégé. Couverture de Philippe Daure, illustrations intérieures de Jean-Louis Mercier. Traduit par : non indiqué dans le livre. 20 chapitres. 181 p.